# Kvægtorv (Næstved)
 For Kvægtorvet, se Kvægtorvet (København).
Kvægtorvet er en af Næstveds større torve. Det har tidligere været brugt til kvæghandel, men er i dag omdannet til parkeringsplads.
Blandt butikker og cafeer på torvet er Kvickly, Søstrene Grene og en Netto, bager, kiosk, supermarked, frisør, tøjbutik og restaurant. Derudover ligger Næstved Hovedbibliotek også på pladsen.
Kvægtorvets naboer er fx Næstved Kulturcenter, shoppinggaden Ringstedgade, en Spar Nord og et Scala Center.
55°13′59.65″N 11°45′39.38″Ø / 55.2332361°N 11.7609389°Ø